# Saint-Silvain-Bellegarde
Saint-Silvain-Bellegarde is een gemeente in het Franse departement Creuse (regio Nouvelle-Aquitaine) en telt 211 inwoners (2017). De plaats maakt deel uit van het arrondissement Aubusson.

## Geografie
De oppervlakte van Saint-Silvain-Bellegarde bedraagt 21,6 km², de bevolkingsdichtheid is 10,0 inwoners per km².

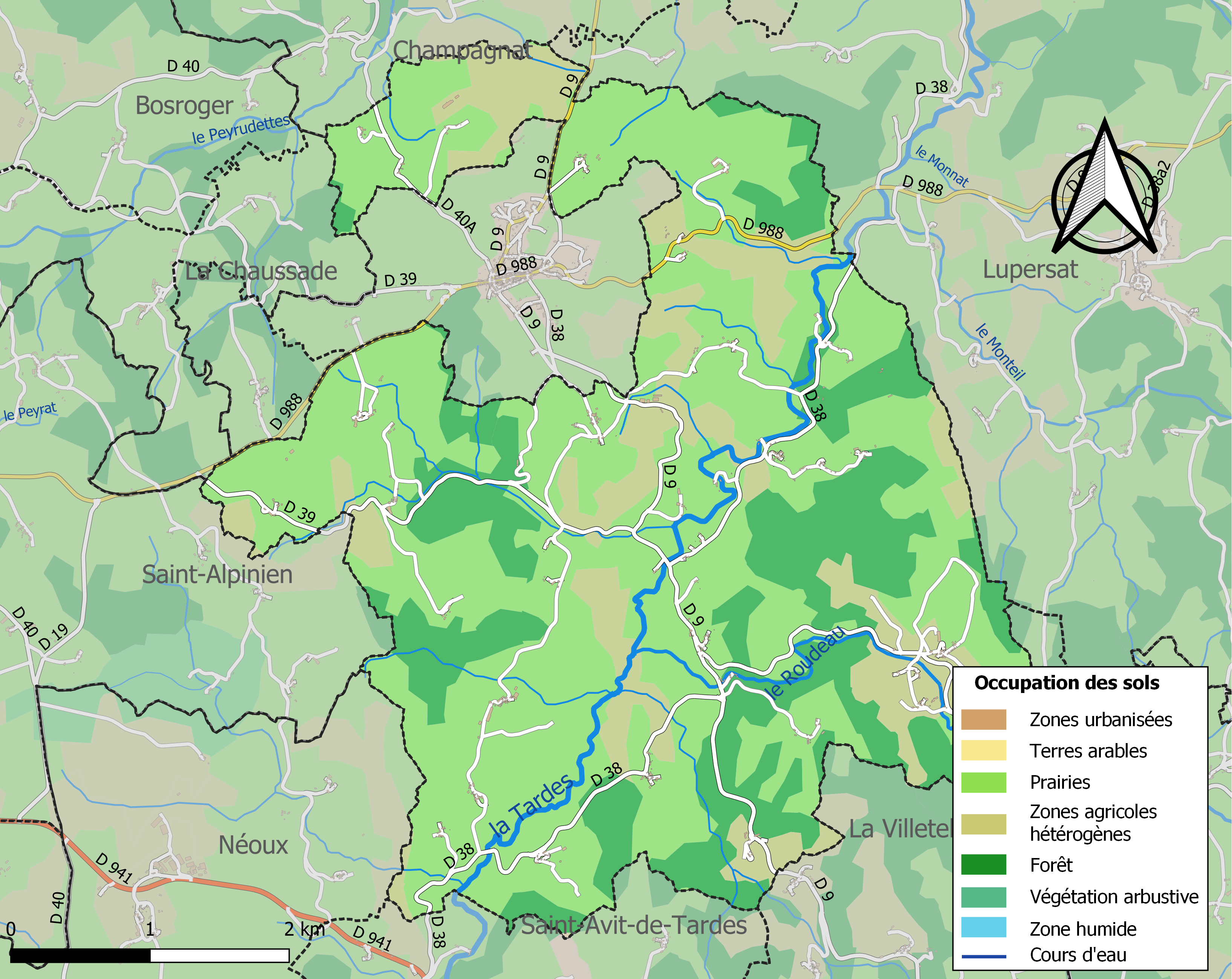
Kaart van de gemeente met de belangrijkste infrastructuur, bodemgebruik en omliggende gemeenten

## Demografie
Onderstaande figuur toont het verloop van het inwonertal (bron: INSEE-tellingen).

1. ↑  Populations de référence 2022.